# Ansámbl Forte
Ansámbl Forte je smíšený pěvecký sbor působící v Brně pod vedením Zuzany Kadlčíkové Pirnerové. Mezi jeho členy jsou studenti a absolventi JAMU, sólisté brněnské hudební scény či členové předních brněnských sborů.

## Historie
Ansámbl vznikl roce 2011 jako desetičlenný ansámbl složený čistě ze sólistů. Prvním vystoupením souboru byl aprílový koncert na jaře 2012. V současné chvíli má ansámbl 12 členů (3 soprány, 3 alty, 3 tenory a 3 basy), tento počet však lze rošířit či snížit dle potřeby.

## Členové

### Soprán
- Markéta Böhmová
- Hana Kostelecká
- Jitka Koutníková

### Alt
- Veronika Chlebková
- Veronika Paláčková
- Jana Plachetková

### Tenor
- Aleš Dosoudil
- Pavel Drápal
- Jan Valušek

### Bas
- Václav Jeřábek
- Jiří Najvar
- Martin Šujan